# Симићево
Симићево је насеље у Србији у општини Жабари у Браничевском округу. Према попису из 2022. било је 933 становника. До 1947. године село се звало Ракинац, а данашњи назив добило је по народном хероју Сими Симићу који је рођен овде.

## Географски положај Симићева
Атар села Симићево налази се у доњем Поморављу, на десној обали Велике Мораве. Село се налази на асфалтном путу Пожаревац-Свилајнац. Од Пожаревца је удаљено 24km, од Свилајнца 21km а од Велике Плане 16km. Село је омеђено је атарима села Жабари, Доња Ливадица, Четереже Сибница и Ореовица. Западна граница села налази се на обали Велике Мораве.
Насеље се налази 5 km северно од Жабара. Надморска висина села износи 103 m. Настало је на контакту алувијалне равни Велике Мораве и Браничевског повијарца. Збијеног је типа. Северни део села је подужног облика, а јужни правоугаоног са зракастим израштајима. Са источне стране села налазе се висови Парлог (248 m) и Старац (244 m), а на североистоку Дубрава (256 m).
Атар села заузима површину од 2884 хектара. Село је збијеног типа са обликом друмског насеља. Подељено је на „мале“ које носе имена некадашњих родова: Којића, Кршљана, Палијана, Милетића, Рајковића, Бошковића, Ђуричића, Шарчевића, Шароњића, Гроздановића, Чупића, Тошића, Циганска, Влајића, Крајинска, Лазаревића, Чорбића, Скокића, и Влашка Мала. Многи од ових назива временом су нестали а појавили су се други тако да данас имамо као главну поделу Српску малу и Влашку малу, а у оквиру њих Дикишане, Рајковиће, Јефтин сокак и томе слично.
Делови атара под шумама, ливадама и њивама зову се: Кусјак, Велика Мртвица, Јасенова Бара, Личина, Бучје, Конић, Расје, Дугановица, Старо Блато, Старо Село на Морави, Старо Село на брду и друго. Делови под воћњацима и виноградима зову се Гостиловац, Локва, оса, Суви поток и Четершко. После комасације и мелиорације која је урађена у равничарском делу атара многи од ових назива се не користе или су једноставно заборављени.
У атару села има неколико извора. На основу нађених остатака од камена и керамике, закључујемо да су неки били уређени у римском и турском периоду. Извори у Ћурчијеву и Гостиловцу били су уређени у Римском, а "Јанков Кладенац" био је уређен у римском и у турском периоду.

## Име села Симићева
Прво насеље било је пет километара од данашњег. Сељаци то место и данас називају Старо Село. Место је близу Велике Мораве. Међутим, у атару села постоји и друго поље, које се назива Старо Село, а налази се на падинама брда, више данашње Влашке Мале.
Харачки дефтери из 1822. године обавештавају нас да су у данашњем атару села постојала два села. На Великој Морави било је село Ракинац са 67 домова, а на падини брда село Чурчијево са 25 домова. Место где се сада налази село звало се Русково. У селу је сачувана традиција да је то некада био посед неког турског бега. Из историјских извора знамо да је Русково били под шумом. Само на месту „Горње кафане“ било је раскрчено и ту су биле куће које су Турци напустили, још пре Првог српског устанка. Када је „просечен“ нови друм, кнез Милош је 1830. наредио, да се село Ракинац пресели на друм са Мораве а село Чурчијево спусти на друм са брда. Власт је свим домаћинима поделила бесплатно плацеве у Рускову. У почетку са пресељењем је ишло тешко. Људи нису били задовољни плацевима и новим имањима. Сељаци из Чурчијева сматрали су да су добили слабије парцеле, па је дошло до свађе са ракинчанима. Кнез Милош је неколико пута долазио у село. Прво је убеђивао сељаке „да су плацеви на добром месту“, а затим је оне сељаке који су се преселили на друм ослободио пореза „за пет година“. Једном приликом када је дошао на своје имање у атару села Ореовице, посетили су га сељаци из Ракинца. Жалили су се да је тешко сећи велике храстове у Рускову, па зато тешко иде са пресељењем. Кнез Милош је сељацима показао „јевропску секиру и трнокоп“. Демонстрирао је како се са њима ради. Предложио им да из прека не доносе само дукате него и "справе“.
Догађаји из 1864. године нам казују да су стари ракинчани били вредни, па нису искрчили шуму само на својим плацевима, него и на падинама брда. Шуму су заменили виногради. До ове године испод села налазило се језеро Дугановица, које је рукавцем било повезано са Великом Моравом. Људи су се користили чамцима за превоз терета. Те године пала је велика киша. Са брда су потоци донели велику количину муља, тако је језеро постало блатно. У наредној деценији блато су затрпавале нове бујице па после 1880. године Дугановица је општинска утрина. Када је краљ Милан установио стајаћу војску, у Дугановици је било подигнуто стрелиште.
У селу могу да се чују неколико мишљења о старости села. Ранији истраживачи и историчари су узели као најреалнију народну традицију, да је село основао неки Рака, који је у XVIII веку дошао са Косова. У месту Старо Село на Морави основан је збег од неколико колиба. Према историчарима сељаци су нешто изменили традицију. Рака није постојао, него је он измишљена личност. Сељаци су по имену села измислили име оснивача. Међутим, сви су се истаживачи слагали да је село младо, и да није постојало пре Пожаревачког мира 1718. године.
У неким породицама Ракића, сачувана је традиција да је село старо. Велики број породица Ракића преселио се преко Дунава за време сеобе 1690. године.
Радивојевићи су сачували традицију да је њихов род у селу од старине. Нова истраживања нам говоре да сачувана традиција код Ракића и Радивојевића није плод маште, него је заснована на истинитим догађајима.

## Симићево кроз историју

### Село упраисторијииантичком периоду
У атару села нису вршена археолошка ископавања. Чак није вршено ни систематско истраживање терена. Међутим, доста нам је познато о атару села у праисторији и античком периоду на основу случајних налаза. Само једном, у току 1961. године локалитет Старо Село на Великој Морави посетила је екипа Археолошког института. Феликс Каниц посетио је село и у његовим записима можемо да нађемо податке о археолошким споменицима који су тада постојали.
Недавно је у дворишту Томислава Обрадовића, приликом копања базена, откривено правоугаоно запечено огњиште са конструкцијом од облутака и угљенисаним дрветом, фрагменти керамике и делови животињских костију из времена млађег неолита. Ово откриће доказује да је на простору данашњег Симићева био развијен живот још 5500. године пре нове ере.
На основу налаза камених секира крај Велике Мораве], као и каменог оруђа на падинама брда, на Кусјаку и Конићу, можемо да тврдимо да је атара села био насељен и у праисторији.
У Старом Селу више Влашке мале, налази се старо гробље. Испод земље могу се наћи старе камене плоче и саркофази који потичу из турског и римског периода. На површини се још увек налазе надгробни споменици са почетка 19 века, мада је зуб времен учинио своје па су надписи једва читљиви или потпуно уништени. На обали Велике Мораве, на месту преласка из Старог Села у Преовицу, откривен је културни слој са двема јамама. Културни слој има дебљину око 1 метра. За време обраде њива у Старом Селу, сељаци су налазили остатке римске керамике, опеке и римског новца. Евидентиран је и проналазак једног римског прстена. За време вађења шљива и ораха у виноградима више кућа Лазаревића и цркве, пронађени су стари гробови. За време копања ту је нађен римски новац.
Феликс Каниц је од Жабара до Ореовице видео три каструма. Посетио је каструм у Ћурчијеву који се налазио на имању Ђорђа Керића. Каструм је имао облик квадрата, са странама дугим по 160 метара. Власник му је причао да су сељаци долазили и односили циглу и камен за зидање кућа. Том приликом налазили су и новац, Каниц је утврдио да је реч о римском новцу.
Ови остаци нам каују да је атар села био насељен у римском периоду. Није познато име насеља, али можемо да кажемо да су то били мали каструми, који су служили за боравак рисмких војника. Римски пут „виа милитарис“ ишао је долином Млаве, а посаде у каструмима у Жабарима и Ћурчијеву имале су задатак да држе покорним домаће становништво и да обезбеђују пут.

### средњи век
За период средњег века имамо знатно мање археолошких и нумизматичких споменика. На основу налаза византијског новца, можемо да тврдимо да је атар села био насељен и у византијском периоду. Из средњовековних историјиских извора знамо да у 7 веку долином Велике Мораве почела да продиру словенска племена. Међутим, Византијци су напустили долину Велике Мораве, под притиском Мађара, Босанаца и Срба.
У роду Ракића сачувана је традиција да су њихови прадедови дошли у Старо Село у време краља Милутина, а у роду Радивојевића, да су они староседеоци и да су њихови прадедови живели у Старом Селу изнад Влашке Мале. На платоу према селу Сибница били су пашњаци за стоку. И они сматрају да су њихови преци у село дошли још у време српске средњовековне државе.
Из досадашњих историјско-географских истраживања, и на основу публикованих средњовековних извора можемо да кажемо да ова казивања нису без основа. У повељи деспота Ђурђа Бранковића велким челнику Радићу из 1428. — 1429. године помиње се и село Власи Радивојевићи. До сада наука није убицирала село. Али скренућемо пажњу и на чињеницу да се у селу сачувала критика на владање деспота Стевфана Лазаревића, Ђурђа Бранковића, а посебно на деспотицу Јерину. То је без сумње последица великих напора Србије за одбрану од најезде османлијских завојевача. Земља је морала да гради велика утврђења. Војна утврђења подигнута су у Ресави, Витежеву, Жабарима и Смедереву. Смедеревски град био је највећа тврђава у Европи. За ове велике напоре била су потребна велика средства и радна снага. Људи су радили „кулучили“ и по „шест недеља“.

### Турски период
1459. године Турци су заузели Смедерево. То је био крај српске средњовековне државе. Турски окупациони систем можемо да пратимо кроз бројна историјска документа. 1459. године Турци су сачинили Дефтер за Браничевски субашлук. У Жабарима је било седиште Нахије. То је турско утврђење са посадом од 90 војника. Нешто касније у Жабарима се држи пијац и панађур. Ту је подигнута и мензулана. Атар села Симићева је насељен. Има више насеља. Главно село налази се на Морави. Свој главни војни пут Турци су пребацили из долине Млаве, на десну обалу Велике Мораве. После пада Београда 1521. године траса главног пута пребациће се на леву страну Мораве.
Пут преко Жабара и Браничевског Повијарца, такозвани „Царски друм“, биће важан економски пут. У каснијим деценијама путем ће да се крећу трговачки каравани. Из Ердеља и Пољске носиће се камена со, а са обала Егејског мора разна роба, занатски производи, свила и друге тканине.
У почетку турски намети нису били велики па није било ни сукоба, међутим како су намети расли тако су почеле да се јављају и хајдучке чете. О нападима на турске војнике и караване говоре нам и називи поједних места: Куртин гроб, Агин гроб, Јаничарев гроб и друго. Према народној традицији на месту „Куртин гроб“ били су нападнути турци док су из Ниша путовали за Лучицу. На месту где се сада налази Јанков Кладенац, налазио се турски „аман“. Турци су ту зауставили караван. За време одмора караван је био нападнут. Турски старешина је закључио да је то напад неколико „каурских хајдука“, па је одлучио да их казни. Турски војници појахали су коње и кренули за хајдуцима. Са војницима је пошао и сам Турчин заповедник Курта. Кад су турски војници мислили да су стигли оно неколико хајдука, неочекивано су наишли на хајдучку заседу. Дошло је до жестоког боја. Међу првима погинуо је Курта. Тек после неколико дана стигла је турска војска из Жабара. Сахранили су турске погинуле војнике. Уз помоћ власти, Куртина породица је ту подигла мермерни надгробни споменик. Због тога се то место и данас зове „Куртин гроб“...

### ПрвииДруги српски устанак
Села Ракинац и Ћурчијево активно су учествовали у значајним историјским збивањима. Ракинчани су се прво борили код Пожаревца заједно са четама војводе Момира из Лучице. Затим ће да се боре са четама војвода војводе Миленка Стојковића и Петра Добрњца. Изванредну храброст показали су у боју на Иванковцу у борби против војске Хафиз-паше. 1805. године под командом Петра Добрњца борили су се на Делиграду. Када су Турци 1813. године поново окупирали Србију, у селима Ракинцу и Чурчијеву, сматрали су да је то окупација кратког века. Турски чиновници, аге и бегови, нису смели да се врате у село. Када су [1814. године турски чиновници пошли за Ракинац, били су сачекани у ореовачкој шуми и ликвидирани. После тога турци се нису кретали путем између Пожаревца и Свилајнца.
Када је 1815. године стигао позив Милоша Обреновића, сви сељаци способни да носе оружје, кренули су из Ракинца и Ћурчијева. Борили су се поново за ослобођење Пожаревца. Како је турска посада у пожаревцу била бројна, Милош Обреновић морао је лично да дође са четама које су биле под његовом непосредном командом. Кнез Милош прешао је Мораву код села Доња Ливадица. Сељанке и старци поздравили су војнике док су пролазили крај села.
Заједничким снагама Пожаревац је ослобођен. После тога чете из Пожаревачке нахије нису се бориле у другим крајевима Србије. Имале су за задатак да чувају путеве који су ишли према Видину.
Овде се налази Црква Светог Илије у Симићеву.

### Одјекмајског преврата1903.
Убиство Александра Обреновића у селу је осуђено. У почетку људи нису веровали да је вест истинита. Људи су јавно критиковали официре и тврдили да су се „над Србијом надвили црни облаци“. Када је „Судница“ (Општинска управа) добила наређење да дело официра објасни народу као „патриотско“, назбору сељаци нису били дисциплиновани. Морао је да дође Окружни начелник и да агитује за нови режим. Кад је Општинска управа добила задатак да прода слике литографије новог краља, у Ракинцу нису хтели да их купују. Наређено је да се поклоне слике, међутим сељаци нису хтели да их приме „јер немају где да их држе“. Међутим, када је у селу дошао неки трговац са литографијама на којима је било представљено убиство Александра Обреновића, продао је готово стотину примерака. Те старе литографије могле су да се нађу у кућама неких сељака и после 40 година.

### Село у периоду1903. —1914.
Петар Карађорђевић био је кандидат Аустро-угарске, међутим, у Ракинцу су сматрали да су „трговини стоком избројани задњи дани“. Из Ракинца је 1903. године извезена само половина стоке и коже у односу на претходну годину. Цена земље одједном је скочила. Марвени трговци почели су да улажу капитал купујући земљу, отварајући дућане или купујући злато. Већ у другој половини 1903. године више се не размишља о пијацама Баната и Пеште, него како се повезати са кланицама у Великој Плани (Клефиш и Шумахер), са власницима млинова у Мало Црниће (Игњат Бајлони) и Великом Селу (Бркићем). Међутим криза је из године у годину све већа и долази до раслојавања становника на сиромашне и богате.

## Демографија
У насељу Симићево живи 1174 пунолетна становника, а просечна старост становништва износи 44,8 година (43,3 код мушкараца и 46,1 код жена). У насељу има 527 домаћинстава, а просечан број чланова по домаћинству је 2,78.
Ово насеље је великим делом насељено Србима (према попису из 2002. године), а у последња три пописа, примећен је пад у броју становника.
|  |

| Демографија | Демографија | Демографија |
| Година      | Становника  | Становника  |
| ----------- | ----------- | ----------- |
| 1948.       | 3.089       |             |
| 1953.       | 3.065       |             |
| 1961.       | 2.769       |             |
| 1971.       | 2.514       |             |
| 1981.       | 2.263       |             |
| 1991.       | 2.006       | 1.648       |
| 2002.       | 1.465       | 1.817       |
| 2011.       | 1.206       |             |

| Етнички састав према попису из 2002.‍ | Етнички састав према попису из 2002.‍ | Етнички састав према попису из 2002.‍ | Етнички састав према попису из 2002.‍ | Етнички састав према попису из 2002.‍ |
| ------------------------------------ | ------------------------------------ | ------------------------------------ | ------------------------------------ | ------------------------------------ |
|                                      |                                      |                                      |                                      |                                      |
| Срби                                 | Срби                                 |                                      | 1.437                                | 98,08%                               |
| Румуни                               | Румуни                               |                                      | 6                                    | 0,40%                                |
| Македонци                            | Македонци                            |                                      | 4                                    | 0,27%                                |
| Хрвати                               | Хрвати                               |                                      | 2                                    | 0,13%                                |
| Југословени                          | Југословени                          |                                      | 2                                    | 0,13%                                |
| Роми                                 | Роми                                 |                                      | 1                                    | 0,06%                                |
| непознато                            | непознато                            |                                      | 12                                   | 0,81%                                |

| Година пописа     | 1948. | 1953. | 1961. | 1971. | 1981. | 1991. | 2002. |
| ----------------- | ----- | ----- | ----- | ----- | ----- | ----- | ----- |
| Број домаћинстава | 747   | 781   | 764   | 744   | 680   | 603   | 527   |

| Број чланова      | 1   | 2   | 3  | 4  | 5  | 6  | 7 | 8 | 9 | 10 и више | Просек |
| ----------------- | --- | --- | -- | -- | -- | -- | - | - | - | --------- | ------ |
| Број домаћинстава | 160 | 132 | 76 | 63 | 44 | 35 | 8 | 8 | 1 | 0         | 2,78   |

| Пол    | Укупно | Неожењен/Неудата | Ожењен/Удата | Удовац/Удовица | Разведен/Разведена | Непознато |
| ------ | ------ | ---------------- | ------------ | -------------- | ------------------ | --------- |
| Мушки  | 585    | 138              | 364          | 45             | 36                 | 2         |
| Женски | 642    | 89               | 363          | 163            | 22                 | 5         |
| УКУПНО | 1.227  | 227              | 727          | 208            | 58                 | 7         |

| Пол    | Укупно                    | Пољопривреда, лов и шумарство | Рибарство                            | Вађење руде и камена | Прерађивачка индустрија       |
| ------ | ------------------------- | ----------------------------- | ------------------------------------ | -------------------- | ----------------------------- |
| Мушки  | 358                       | 222                           | 0                                    | 0                    | 50                            |
| Женски | 266                       | 194                           | 0                                    | 0                    | 14                            |
| УКУПНО | 624                       | 416                           | 0                                    | 0                    | 64                            |
| Пол    | Производња и снабдевање   | Грађевинарство                | Трговина                             | Хотели и ресторани   | Саобраћај, складиштење и везе |
| Мушки  | 2                         | 16                            | 29                                   | 5                    | 7                             |
| Женски | 0                         | 0                             | 24                                   | 4                    | 0                             |
| УКУПНО | 2                         | 16                            | 53                                   | 9                    | 7                             |
| Пол    | Финансијско посредовање   | Некретнине                    | Државна управа и одбрана             | Образовање           | Здравствени и социјални рад   |
| Мушки  | 1                         | 6                             | 6                                    | 1                    | 2                             |
| Женски | 2                         | 1                             | 2                                    | 9                    | 7                             |
| УКУПНО | 3                         | 7                             | 8                                    | 10                   | 9                             |
| Пол    | Остале услужне активности | Приватна домаћинства          | Екстериторијалне организације и тела | Непознато            | Непознато                     |
| Мушки  | 1                         | 0                             | 0                                    | 10                   | 10                            |
| Женски | 2                         | 0                             | 0                                    | 7                    | 7                             |
| УКУПНО | 3                         | 0                             | 0                                    | 17                   | 17                            |